# Musée de l'hôtel Sandelin
Le musée de l’hôtel Sandelin est un musée de la ville de Saint-Omer dans le Pas-de-Calais.
À la fois musée d'art et musée de l'histoire de la ville, il est installé, depuis 1904, dans un hôtel particulier du XVIIIe siècle. Une partie a été classée monument historique en 1955 et une autre inscrite en 1957.

## Histoire de l'hôtel Sandelin
Marie-Josèphe Sandelin (1733-1808) est issue d'une famille des Flandres anoblie par Maximilien Ier du Saint-Empire en 1503. Elle est la fille de Hyacinthe-Charles Sandelin (1676-1752), capitaine d'infanterie en Espagne, lui-même fils de Edouard-Auguste, seigneur de Herenthout et colonel au service du roi d'Espagne, et de Anne-Barbe de Vos. Elle épouse en premières noces un officier espagnol, Dom Juan de La Torre Isolin (mort en 1758), puis son vieil oncle Pierre Sandelin (né en 1688) en 1759, riche veuf, vicomte de Fruges (1738), baron d'Elnes et seigneur de Westbécourt. Vicomtesse (parfois citée comme « comtesse ») de Fruges, jeune et dynamique, elle rachète en 1766 à Alexandre-François-Guislain de La Tour l'hôtel du gouverneur de la ville de Saint-Omer, hôtel ayant appartenu à Eugène de Montmorency, prince de Robecque. L'ancien hôtel est détruit pour être remplacé par un nouvel, tout en pierre et de style Louis XV, terminé dans les années 1776-1777. À nouveau veuve, elle ne garde qu'une partie des biens de son mari, dont l'hôtel Sandelin. Réquisitionné pendant la Révolution, elle le réintègre en 1800 à son retour d'exil en Espagne. Sans descendance, l'hôtel revient à son frère Joseph-Joachim Sandelin (né en 1740) puis à son fils Pierre Sandelin. Le nom de l’architecte est inconnu. Il est acquis par la Ville de Saint-Omer en 1899 pour y installer un musée.

## Collections
Le sous-sol présente l'histoire de la ville, des maquettes ainsi que des éléments d’architecture.
Au rez-de-chaussée, les peintures des XVIe siècle, XVIIe siècle et XVIIIe siècle sont présentées dans des salles d’époques, cabinets d’amateurs et salon d’apparat, où sont exposés des cabinets flamands du XVIIe siècle. Parmi les peintures, on trouve des œuvres de François Boucher, Jean-Baptiste Greuze, Jean-Marc Nattier (Madame de Pompadour), Nicolas-Bernard Lépicié (Le Lever de Fanchon), Louis-Léopold Boilly (cinq tableaux), Thomas de Keyser, Gerard ter Borch, Jacob van Ruisdael, Jan Steen, Jan Brueghel l'Ancien, Pieter Bruegel le Jeune, Joos de Momper et Hendrick van Balen. Parmi les objets d’art, on peut remarquer des fragments du tombeau de l'abbé Filastre par Andrea della Robbia (1435-1525).
Dans l’escalier, un tableau de François Chifflart et de Pierre-Paul Prud'hon une autre version du célèbre tableau du musée du Louvre, La Justice et la Vengeance divine poursuivant le Crime.
Au premier étage est exposée une importante collection de faïences, porcelaines et céramique de Saint-Omer, Lunéville, Rouen, Delft, etc. composée de 4 000 pièces présentées par roulement.
La collection numismatique du musée est constituée de plus de 16 000 monnaies.

Œuvres conservées au musée de l'hôtel Sandelin
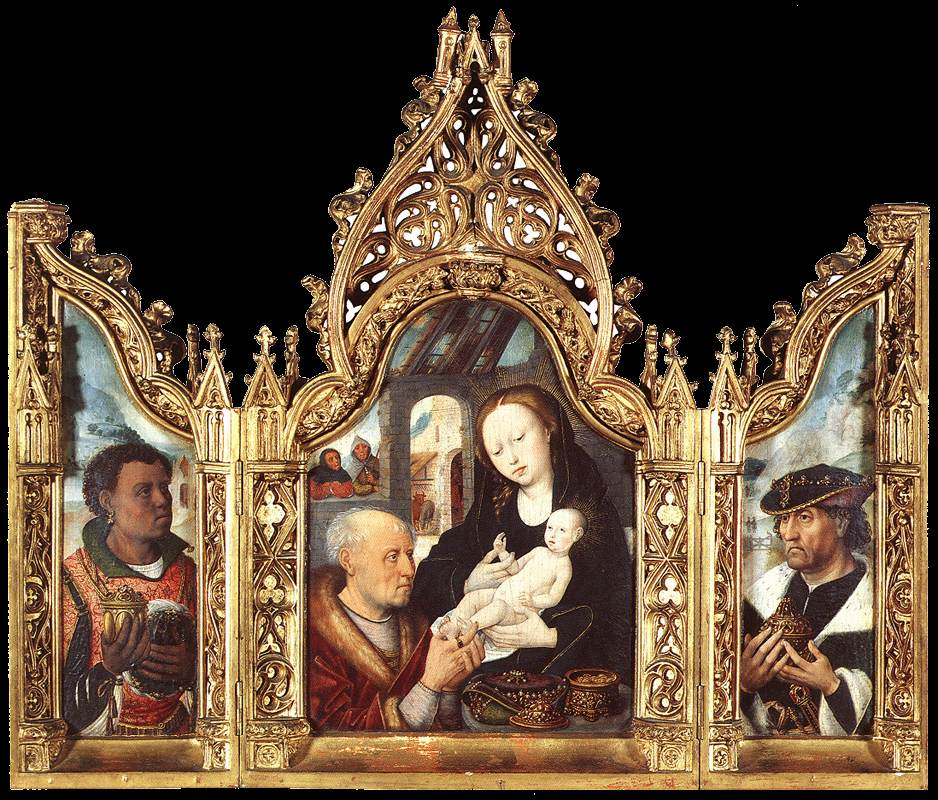
Maître flamand anonyme, L'Adoration des Mages (entre 1475 et 1500).
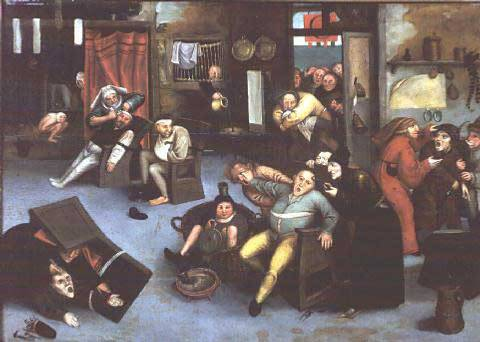
Hieronymus Bosch, L'Excision de la Pierre de Folie ou Opération de la pierre de tête (vers 1557).
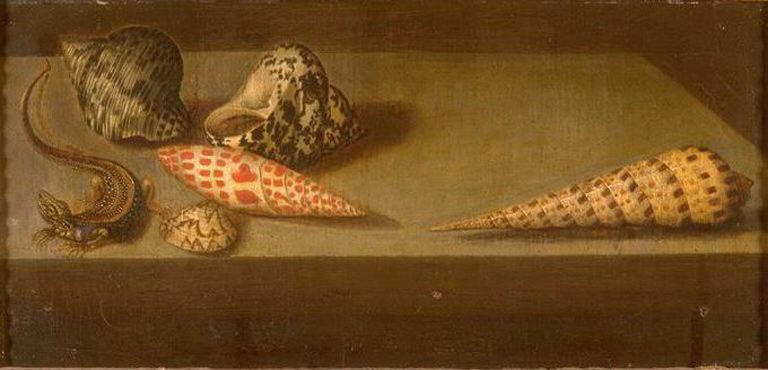
Balthasar van der Ast, Lézards et coquillages (1593/1594–1657).
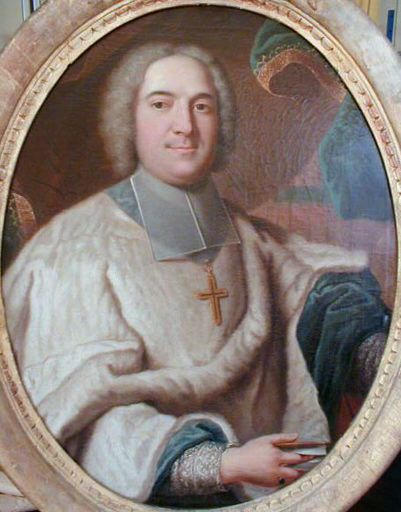
Anonyme, Portrait de Mgr Louis-Alphonse de Valbelle (vers 1700-1750).
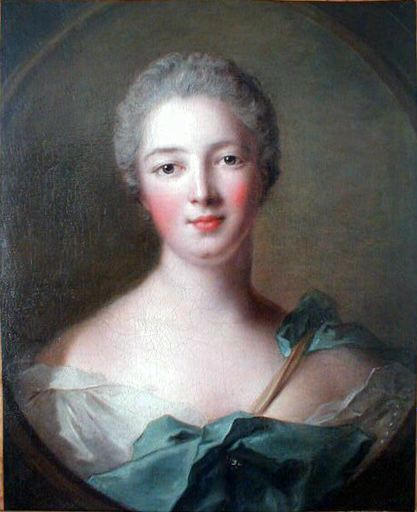
Jean-Marc Nattier, Madame de Pompadour en Diane  (1748).
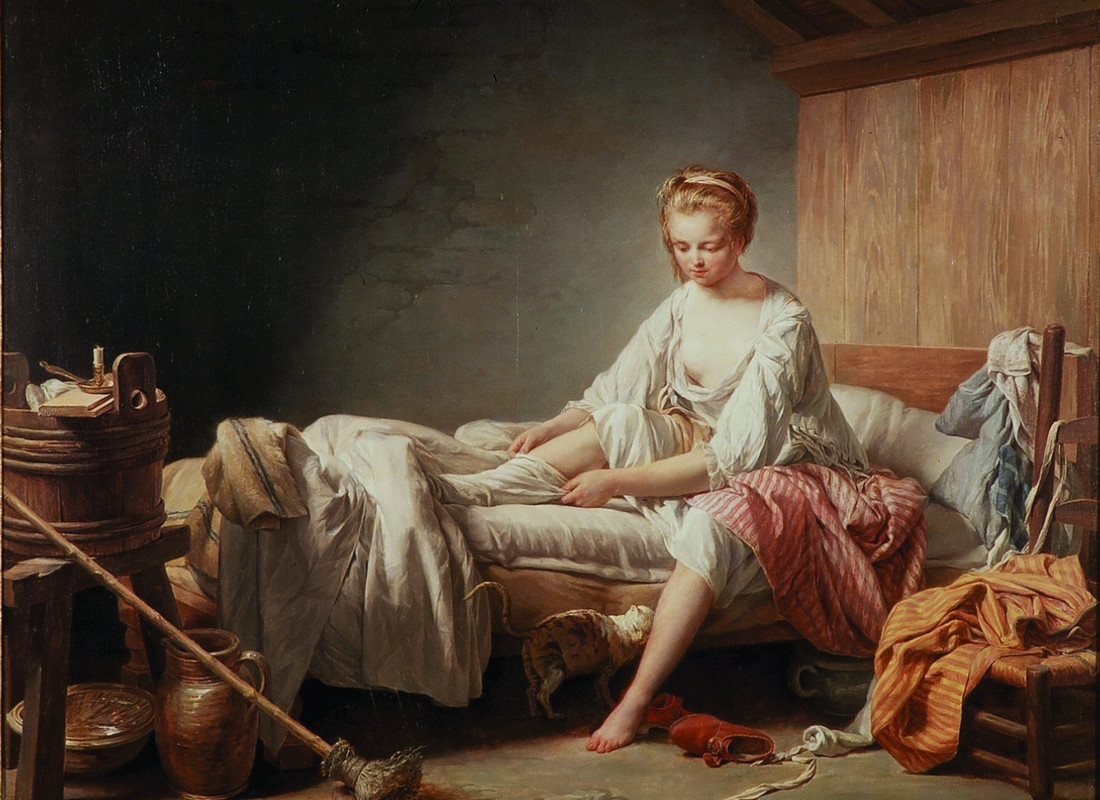
Nicolas-Bernard Lépicié,Le Lever de Fanchon (1773).
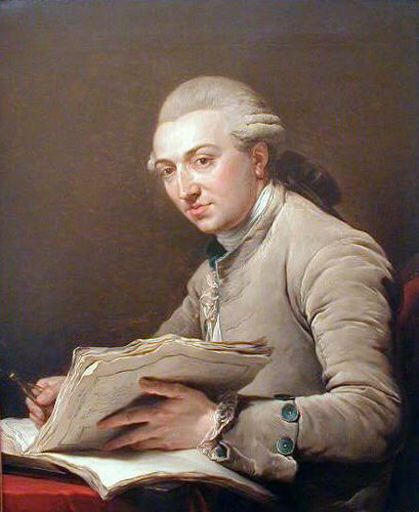
François-André Vincent, Portrait de Pierre Rousseau (1751-1829) (1774).
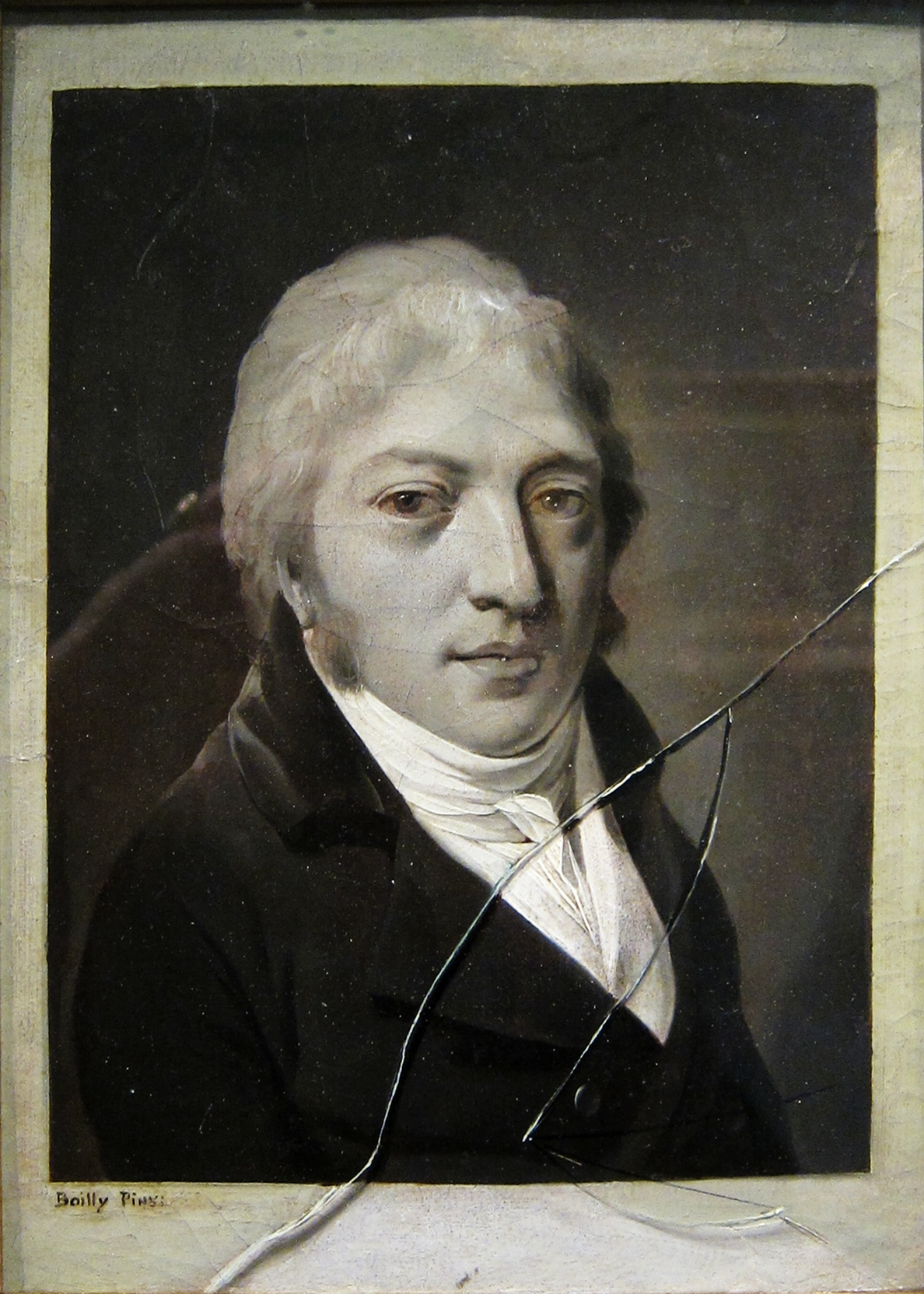
Louis Boilly, Portrait d'homme au verre brisé (vers 1800).
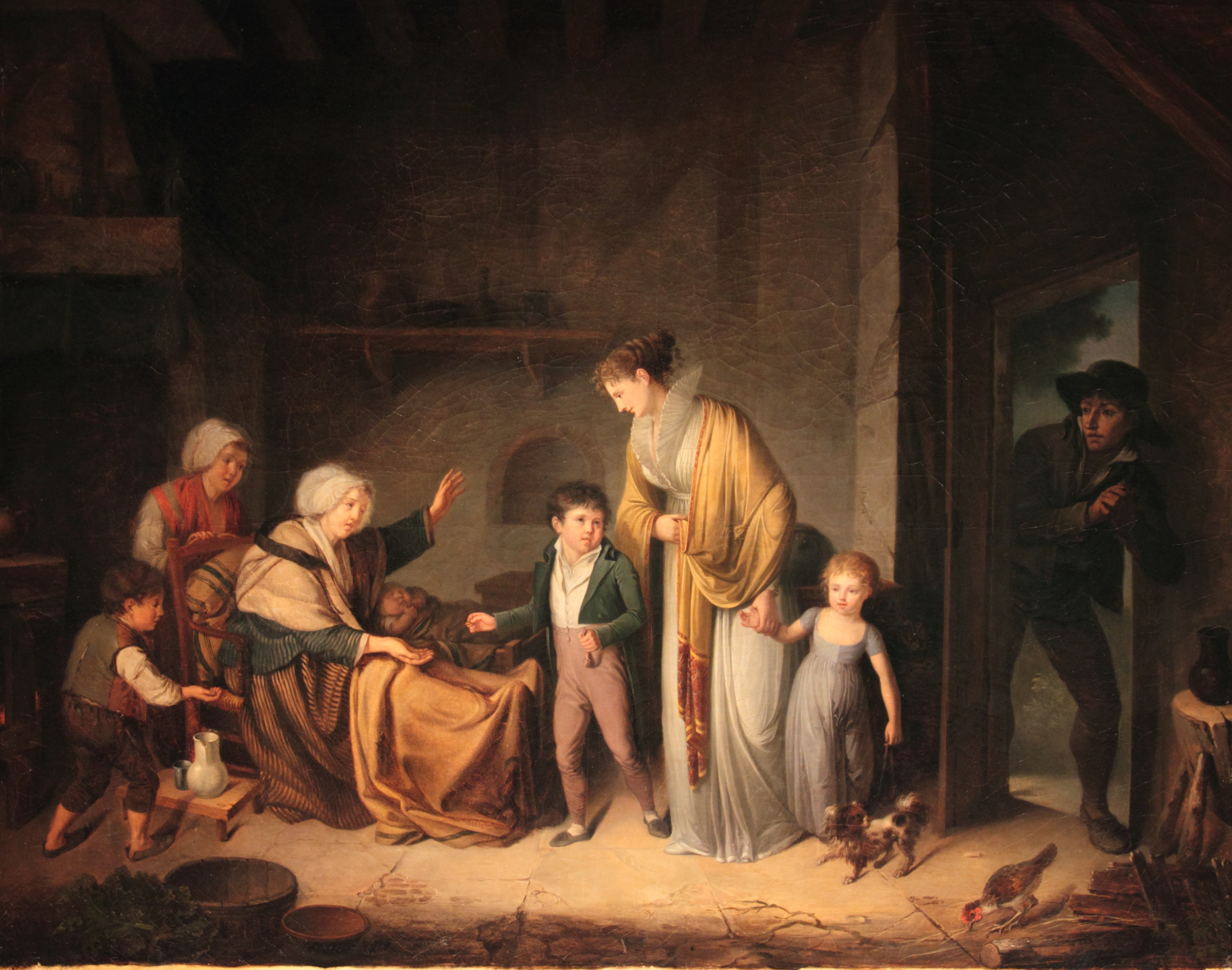
Henri-Nicolas Van Gorp, La Leçon de bienfaisance (vers 1800).
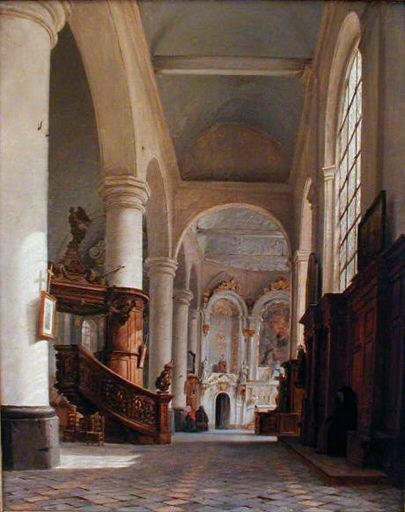
Hippolyte Sebron, Intérieur de l'église Saint-Denis à Saint-Omer (1835).
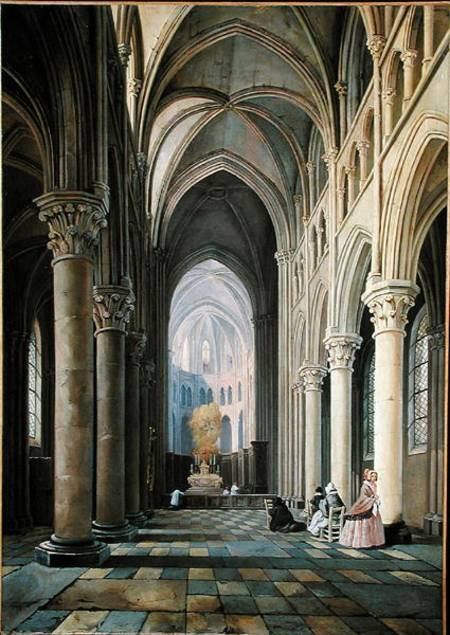
Hippolyte-Joseph Cuvelier, Intérieur d'une église (vers 1840).
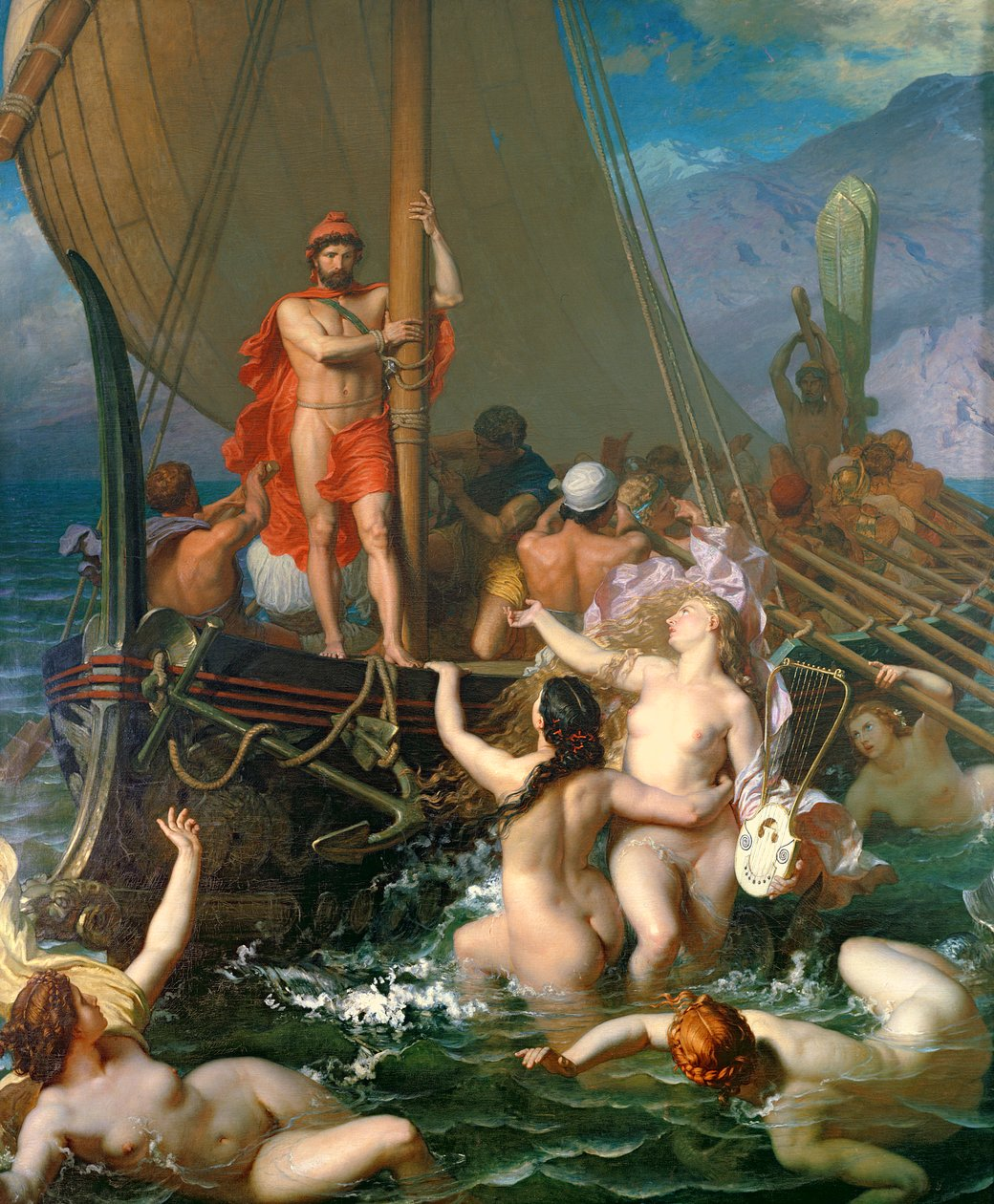
Léon Belly, Ulysse et les Sirènes (1867).